# MxPx
MxPx is een Amerikaanse (voormalig) christelijke punkband afkomstig uit Bremerton, Washington die opgericht is in juli 1992 onder de naam Magnified Plaid. De stijl van MxPx neigt naar snelle skatepunk en melodische poppunk. De formatie van MxPx bestaat uit zanger en basgitarist Mike Herrera, drummer Yuri Ruley, gitarist Tom Wisniewski en slaggitarist Chris Adkins. De band heeft tot op heden onder andere tien studioalbums, zeven ep's, vijf verzamelalbums en twee livealbums uitgebracht.

## Geschiedenis

### Begin
MxPx werd opgericht in 1992 onder de oorspronkelijke bandnaam Magnified Plaid. De band werd in het begin erg beïnvloed door de stijl van Descendents, Black Flag en andere punkbands. Mike Herrera, Yuri Ruley, en Andy Husted zaten bij elkaar in de klas op de Central Kitsap High School in Silverdale, Washington en waren 15 jaar oud toen ze besloten de band op te richten. De band zette vaak M.P. op hun posters, als afkorting van Magnified Plaid. Yuri, de drummer, maakte de posters, en in zijn handschrift werden punten al snel X-en. Sinds toen is de band onder de naam MxPx verdergegaan. Elke letter wordt individueel uitgesproken.

### Tooth & Nail Records (1993-1997)
MxPx trok de aandacht van het christelijke platenlabel Tooth & Nail Records toen de band in 1993 een show speelde in de achtertuin van Herrera's ouders. Het debuutalbum getiteld Pokinatcha werd uitgegeven in 1994, toen de leden nog naar school gingen. De stijl van het album neigt qua snelheid meer naar hardcore punk dan de albums die hierna werden uitgegeven. Gitarist Andy Husted verliet de band al snel en werd vervangen door een persoonlijke vriend van Herrera genaamd Tom Wisniewski. MxPx liet bij Tooth & Nail Records nog twee studioalbums uitgeven, getiteld Teenage Politics (1995) en Life in General (1996).

### A&M Records (1997-2004)
MxPx maakte een belangrijke distributiedeal met het platenlabel A&M Records. Als eerste werd het album Life in General door dit label heruitgegeven. Daarna liet MxPx twee studioalbums uitgeven via Tooth & Nail en A&M. De eerste van deze twee was Slowly Going the Way of the Buffalo uit 1998. Dit album ontving op 27 januari 2000 de goudstatus van de Recording Industry Association of America. Hierna werd At the Show uitgegeven, een livealbum dat werd uitgegeven in 1999. Dit album werd opgenomen tijdens een supporttour voor de toen net uitgegeven albums Slowly Going the Way of the Buffalo en Let it Happen, een verzamelalbum uit 1998. Dit werd gevolgd door het studioalbum The Ever Passing Moment uit 2000. Na de uitgave van dit album was MxPx zijn contractverplichtingen met Tooth & Nail nagekomen en besloot de band om het label te verlaten.

### SideOneDummy Records (2005-2006)
Toen A&M Records in 2005 het contract met MxPx stop zette, tekende de band een nieuw contract bij het platenlabel SideOneDummy Records. Onder dit label werd het zevende studioalbum Panic uitgegeven. Dit album neigt meer naar skatepunk en punkrock dan de recente voorgaande albums van de band.
MxPx besteedde het grootste deel van 2005 en 2006 met tours om Panic te promoten. Op 21 november 2006 liet Tooth & Nail Records een "deluxe edition" van het verzamelalbum Let It Happen uitgeven, dat ditmaal een dvd bevatte met daarop 12 videoclips, nieuw artwork, en twee nieuwe nummers. Let's Rock, het tweede verzamelalbum, werd door SideOneDumy uitgegeven op 24 oktober 2006. Dit album bevat onder andere niet eerder uitgegeven nummers, opnieuw opgenomen versies van al bestaande nummers, en akoestische demo's.

### Tooth & Nail en Rock City (2007-2015)
MxPx liet het studioalbum Secret Weapon uitgeven in 2007, waarmee het de eerste uitgave van de band via Tooth & Nail was sinds Life in General uit 1996. De stijl van het album grijpt terug op de punkroots van MxPx. In 2009 werd de ep Left Coast Punk EP uitgegeven. Deze ep is de eerste uitgave van de band via het platenlabel Rock City Recording Company, de platenmaatschappij van MxPx zelf. In hetzelfde jaar werd het kerstalbum Punk Rawk Christmas uitgegeven.
Een documentaire over de band getiteld Both Ends Burning werd uitgegeven op 1 december 2011. Daarnaast werd er door MxPx aan het negende studioalbum gewerkt, waarvan op 19 december 2011 bekend werd gemaakt dat het Plans Within Plans zou gaan heten. Het album werd uitgegeven op 3 april 2012. In 2012 maakte drummer Yuri Ruley bekend dat hij niet meer met MxPx zou touren, maar nog wel samen met de band muziek zou schrijven en opnemen. Sindsdien heeft Mike Herrera een aantal tournees gedaan onder de naam 'MxPx All Stars', waarbij de rest van de band bestond uit bevriende/ingehuurde muzikanten. Tom Wisniewski is al die tijd officieel bandlid gebleven. In september 2016 kwam Chris Adkins bij de band spelen als slaggitarist. Vanwege het 20-jarig jubileum van het album 'Life in General' heeft MxPx het album volledig opnieuw opgenomen en op 18 september 2016 gratis beschikbaar gesteld.

### 25-jarig jubileum en tiende studioalbum (2016-)
Na afwezigheid van enkele jaren is Yuri teruggekeerd in de band. Ter gelegenheid van het 25-jarig bestaan van MxPx heeft de band een aantal shows gespeeld. Er werden dan in een weekend 2 shows gegeven in dezelfde stad. De bands Slick Shoes en Five Iron Frenzy vormden daarbij doorgaans het voorprogramma. Deze manier van optreden werd in 2017 en 2018 voortgezet. In 2017 werd het livealbum Left Coast Live door de band zelf uitgegeven.
Op 30 maart 2018 maakte MxPx bekend dat ze via een Kickstarter-campagne hun tiende studioalbum wilden financieren. Het doel om $ 50.000 op te halen werd binnen enkele dagen gerealiseerd. Toen de campagne afliep stond de teller op $ 273.349. Het album, dat geen titel heeft, is uitgekomen op 25 juli 2018. Nadat in de afgelopen jaren in interviews met Mike Herrera en in zijn podcasts door hem werd aangegeven dat zijn gedachten over het christelijk geloof in de loop der tijd veranderd zijn, lijkt de band met dit album definitief afscheid te hebben genomen van het label 'christelijk': 2 van de songs van het album bevatten explicit lyrics.

## Leden
| Huidige leden - Mike Herrera - zang, basgitaar (1992-heden) - Yuri Ruley - drums, slagwerk (1992-heden) - Tom Wisniewski - gitaar, achtergrondzang (1995-heden) - Chris Adkins - slaggitaar, achtergrondzang (2016-heden) | Voormalige leden - Andy Husted - gitaar (1992-1995) |

## Discografie
| Studioalbums - Pokinatcha (1994) - Teenage Politics (1995) - Life in General (1996) - Slowly Going the Way of the Buffalo (1998) - The Ever Passing Moment (2000) - Before Everything and After (2003) - Panic (2005) - Secret Weapon (2007) - Plans Within Plans (2012) - MxPx (2018) | Livealbums - At the Show (1999) - Left Coast Live (2017) | Compilatiealbums - Let It Happen (1998) - Ten Years and Running (2002) - Let's Rock (2006) - The Ultimate Collection (2008) - On the Cover II (2009) - Punk Rawk Christmas (2009) - The Acoustic Collection (2014) |